# Эвасо-Нгиро (приток Джуббы)
Эва́со-Нги́ро (Ва́со-Ньи́ро, англ. Ewaso Ng'iro) — река в Кении. Длина около 300 км, третья по протяжённости кенийская река, площадь бассейна — 55 000 км².
Берёт начало в провинции Рифт-Валли, на хребте Абердэр, севернее озера Ол-Болосат, северо-восточнее Накуру и северо-западнее Найроби. В верховьях реки находится водопад Ньяхуруру.
Эвасо-Нгиро собирает воды многочисленных рек и ручьёв, стекающих с северного склона горы Кения и плато Лайкипия (Laikipia). Огибает с юга хребет Матьюс. Течёт на восток в узком порожистом русле, параллельно северному уступу Центральных нагорий (Central Highlands), принимая в своём верхнем течении десятки опускающихся с них горных рек. Выходит на равнины и скорость реки сразу же резко снижается. Река больше не может нести массу песка и гальки, подхваченных ею в горах, и огромное количество взвешенного в воде материала оседает на равнине. Дальше на восток уклон местности столь ничтожен, что у реки уже не хватает сил прорваться к Индийскому океану, и сразу же за плато Мерти, выходя на сомалийские низменные равнины, Эвасо-Нгиро разливается, образуя самую большую в Кении систему гигантских болот Лориан в Северо-Восточной провинции, в которых и теряется сама, не донеся своих вод до океана.
Вытекает из болот Лориан под названием Лак-Де́ра (Lak Dera; Лаг-Дера, на территории Сомали — Лаг-Де́ре, Lagh Dera). Течёт далее на юго-восток и впадает на территории Сомали в реку Джубба. Река Лак-Дера пересыхает.
В переводе с языка племени самбуру Ewaso Ng’iro означает «река коричневой воды».
Вдоль реки Эвасо-Нгиро расположены три заповедника: Самбуру, Буффало-Спрингс и Шаба. Эвасо-Нгиро — основной источник воды для заповедника Самбуру и близлежащих населённых пунктов. Сухой сезон начинается в конце мая и продолжается до начала октября. В это время в заповеднике наблюдается большая концентрация диких животных из-за наличия пышной растительности по берегам данной реки.
В реке обитает значительное количество особей нильского крокодила.
Дренирует полупустынную местность Корокоро (Korokoro) на северо-востоке Кении.